# Далеко од разуздане гомиле (филм из 2015)
Далеко од разуздане гомиле (енгл. Far from the Madding Crowd) британска је љубавна драма из 2015. у режији Томаса Винтерберга снимљена по мотивима из истоименог романа Томаса Хардија.

## Радња
У викторијанској Енглеској, снажна и независна власница фарме Батшеба Евердин добија знаке љубазности од три веома различита удварача: одгајивача оваца Габријела Оука, очајног војног млађег водника Френка Троја и просперитетног угледног нежење Вилијама Болдвуда.

## Улоге
| Глумац          | Улога             |
| --------------- | ----------------- |
| Кери Малиган    | Батшиба Евердин   |
| Матијас Шунартс | Габријел Оук      |
| Мајкл Шин       | Вилијам Болдвуд   |
| Том Стериџ      | водник Френк Трој |
| Џуно Темпл      | Фани Робин        |
| Џесика Барден   | Либи              |
| Сем Филипс      | водник Догет      |
| Тили Восберг    | гђа Херст         |